# Liste der denkmalgeschützten Objekte in Neudorf bei Parndorf
Die Liste der denkmalgeschützten Objekte in Neudorf bei Parndorf enthält die 4 denkmalgeschützten, unbeweglichen Objekte der Gemeinde Neudorf bei Parndorf im Burgenland (Bezirk Neusiedl am See).

## Denkmäler
| Foto |                 | Denkmal                                                               | Standort                                                    | Beschreibung | Metadaten |
| ---- | --------------- | --------------------------------------------------------------------- | ----------------------------------------------------------- | --- | --- |
| ja   | Datei hochladen | Figurenbildstock, hl. Johannes Nepomuk HERIS-ID: 9996 Objekt-ID: 6047 | Badstraße Standort KG: Neudorf bei Parndorf                 | Der Figurenbildstock besteht aus einem abgetreppten quadratischen Postament. Auf dem leicht geschweiften, gefelderten Sockel mit reich profiliertem Abschlussgesims steht eine Steinfigur des heiligen Johannes Nepomuk aus der Mitte des 18. Jahrhunderts. An der Vorderseite ist das Wappen der Grafen Harrach. Der Bildstock wurde 1998 restauriert.                                                                  | BDA-Hist.: Q38054358 Status: § 2a Stand der BDA-Liste: 2025-06-30 Name: Figurenbildstock, hl. Johannes Nepomuk GstNr.: 216/1                                      |
| ja   | Datei hochladen | Spiritusfabrik HERIS-ID: 10000 Objekt-ID: 6051seit 2015               | Fabriksstraße 1 Standort KG: Neudorf bei Parndorf           | Die Anlage über einem unregelmäßigen Grundriss steht direkt an der Bahnstrecke von Bruck an der Leitha nach Kittsee. Die einzelnen Bauteile weisen unterschiedliche Dächer auf. Das Bauwerk ist ein Sichtziegelbau, der durch Lisenen und Kordongesimse gegliedert ist. Gegen Süden schließt ein Kesselhaus mit asymmetrischen Satteldach und turmartig überhöhtem Wasserreservoir an, daneben ein freistehender Schlot. | BDA-Hist.: Q38054503 Status: Bescheid Stand der BDA-Liste: 2025-06-30 Name: Spiritusfabrik GstNr.: 689/4                                                          |
| ja   | Datei hochladen | Kath. Pfarrkirche hl. Leonhard HERIS-ID: 9995 Objekt-ID: 6046         | bei Friedhofgasse 7 Standort KG: Neudorf bei Parndorf       | Die Pfarrkirche ist dem heiligen Leonhard geweiht und ist eine im Kern romanische Saalkirche mit einem jüngeren Westturm. Trotz Umbauten zwischen dem 16. und 18. Jahrhundert hat sich der mittelalterliche Charakter der Kirche erhalten. | BDA-Hist.: Q21037250 Status: § 2a Stand der BDA-Liste: 2025-06-30 Name: Kath. Pfarrkirche hl. Leonhard GstNr.: 356 Pfarrkirche hl. Leonhard, Neudorf bei Parndorf |
| ja   | Datei hochladen | Dreifaltigkeitssäule HERIS-ID: 9997 Objekt-ID: 6048                   | neben Obere Hauptstraße 2 Standort KG: Neudorf bei Parndorf | Die Dreifaltigkeitssäule von 1913 ist ein geschlämmter, achteckiger Steinpfeiler auf einem hohen quadratischen Sockel. Darüber ist ein kapitellartiger Abschluss mit historisierendem Dreipassbogen. Darüber ist eine Trinitätsgruppe. | BDA-Hist.: Q38054393 Status: § 2a Stand der BDA-Liste: 2025-06-30 Name: Dreifaltigkeitssäule GstNr.: 358                                                          |

## Ehemalige Denkmäler
| Foto |                 | Denkmal                            | Standort                                          | Beschreibung | Metadaten                                                                                             |
| ---- | --------------- | ---------------------------------- | ------------------------------------------------- | --- | --- |
| ja   | Datei hochladen | Bauernhaus Objekt-ID: 6049bis 2014 | Florianigasse 5 Standort KG: Neudorf bei Parndorf | Das Gebäude ist ein rohgedeckter Zwerchhof mit barockisierendem Volutengiebel. Im Giebelfeld steht die Jahreszahl MDCLLLV (1755). Die Fassade ist glatt verputzt und durch schlichte Faschen gegliedert. | BDA-Hist.: Q106685555 Status: Bescheid Stand der BDA-Liste: 2014-06-27 Name: Bauernhaus GstNr.: 323/2 |